# Darko Glisziḱ
Darko Glisziḱ (ur. 23 września 1991 w Skopju) – macedoński piłkarz, grający na pozycji pomocnika.

## Kariera klubowa
Glisziḱ profesjonalną karierę rozpoczął w klubie Wardar Skopje. Po odejściu z tego zespołu dość często zmieniał barwy klubowe, przez dłuży czas nie potrafił nigdzie zatrzymać się na dłużej niż kilka miesięcy. Reprezentował kolejno barwy bośniackiego Olimpika Sarajewo, a także macedońskich FK Skopje, Napredok Kiczewo i Teteks Tetowo. Latem 2012 roku przeniósł się do Gruzji i podpisał umowę z Dinamem Tbilisi

## Kariera reprezentacyjna
W reprezentacji Macedonii zadebiutował 3 czerwca 2013 roku w towarzyskim meczu przeciwko Szwecji. Na boisku pojawił się w 80 minucie meczu.
| Mecze i gole w reprezentacji | Mecze i gole w reprezentacji | Mecze i gole w reprezentacji | Mecze i gole w reprezentacji | Mecze i gole w reprezentacji | Mecze i gole w reprezentacji | Mecze i gole w reprezentacji |
| #                            | Data                         | Stadion                      | Rywal                        | Wynik                        | Gol                          | Rozgrywki                    |
| 2013                         | 2013                         | 2013                         | 2013                         | 2013                         | 2013                         | 2013                         |
| ---------------------------- | ---------------------------- | ---------------------------- | ---------------------------- | ---------------------------- | ---------------------------- | ---------------------------- |
| 1.                           | 03.06.2013                   | Malmö, Szwecja               | Szwecja                      | 0:1                          | 0                            | towarzyski                   |
| 2.                           | 11.06.2013                   | Oslo, Norwegia               | Norwegia                     | 0:2                          | 0                            | towarzyski                   |

## Sukcesy
Dinamo
- Mistrzostwo Gruzji: 2013
- Puchar Gruzji: 2013